# Ebo Taylor
Ebo Taylor, né le 7 janvier 1936 à Cape Coast au Ghana, est un musicien, arrangeur et producteur de musique ghanéen qui s'est exprimé dans le style musical du highlife, qu'il a contribué à moderniser en le mariant au jazz et aux instruments amplifiés. Il est considéré comme « le trait d’union entre Accra, berceau du highlife, et Lagos, la Mecque de l'afrobeat ».

## Biographie
Ebo Taylor touche à la musique dès son plus jeune âge. Dans les années 1950 il s'intéresse à la guitare électrique, dont le son l'attire. Il abandonne ses études entreprise en sciences et devient musicien professionnel à l'âge de dix-neuf ans. En 1956, Ebo Taylor se lance dans la musique et commence par rayonner dans le Highlife, genre qui fait déjà l’unanimité dans l’Afrique anglophone dans les années post-indépendance, dont il va par la suite métisser avec les sonorités venues d’Amérique, que ce soit du Nord ou Latine, comme le jazz, funk ou encore calypso. Un équivalent ghanéen de Fela Kuti, dont il croise notamment la route à Londres dans les années 1960. Moins bien distribués que ceux du légendaire roi nigérian de l'afrobeat, ses disques des années 1970, essentiels, sont redécouverts en Europe dans les années 2000.
Après s'être produit au Ghana, au Nigéria, en Côte d'Ivoire, au Togo ou au Burkina Faso avec le groupe de highlife Stargazers Band, après avoir perfectionné sa technique guitaristique au sein du Broadway Dance Band, Ebo Taylor se rend en Angleterre en 1962 pour étudier la composition et l'art d'arranger à la Eric Guilder School of Music. Il y rencontre et devient ami avec le nigérian Fela Kuti, futur créateur de la musique « afrobeat ». Tous deux s'intéressent de très près à la musique de Miles Davis, Charlie Parker et John Coltrane. Taylor s'intéresse aussi aux guitaristes de jazz américains tels que Kenny Burrell, Wes Montgomery, Jim Hall, Georges Benson.
Après son retour au Ghana en 1965, Taylor est devenu un arrangeur et producteur interne pour des labels tels qu'Essiebons, travaillant avec d’autres stars ghanéennes majeures, dont C.K. Mann et Pat Thomas. Il était payé pour écrire pour eux, jouer de la guitare lors de sessions et superviser des enregistrements. Des années 1970 aux années 1980, Taylor a créé une série de ses propres albums solo qui offraient des fusions uniques mais très populaires de sons ghanéens traditionnels, d’Afrobeat, de jazz, de soul et de funk dans des albums tels que My Love and Music, Twer Nyame, et Me Kra Tsie. Son single "Heaven" de cette époque figure parmi les airs ghanéens Afrobeat les plus vénérés de l'époque. Taylor a formé Uhuru-Yenzu en 1980 et a publié les albums Conflict Nkru! Nsamanfo: People's Highlife, Vol. 1 et Hitsville Re-visited. Après l'album Pat Thomas & Ebo Taylor en 1984, le guitariste a cessé d'enregistrer et de faire des tournées et s'est concentré sur la production, les arrangements et la composition pour des dizaines d'autres artistes.
En 2008, Taylor a rencontré les musiciens de l'Afrobeat Academy de Berlin, dont le saxophoniste Ben Abarbanel-Wolff, basé à Berlin. Un an plus tard, Usher a échantillonné "Heaven" pour son tube "She Don’T Know" (feat. Ludacris). En 2010, Taylor a fait équipe avec l'Afrobeat Academy de Berlin pour Love and Death sur Strut Records, son premier album distribué à l'échelle internationale. Il a proposé de réenregistrer ses succès highlife et Afrobeat. Son succès a incité Strut à publier la rétrospective stellaire Histoires de vie: Highlife & Afrobeat Classics 1973-1980 au printemps 2011.

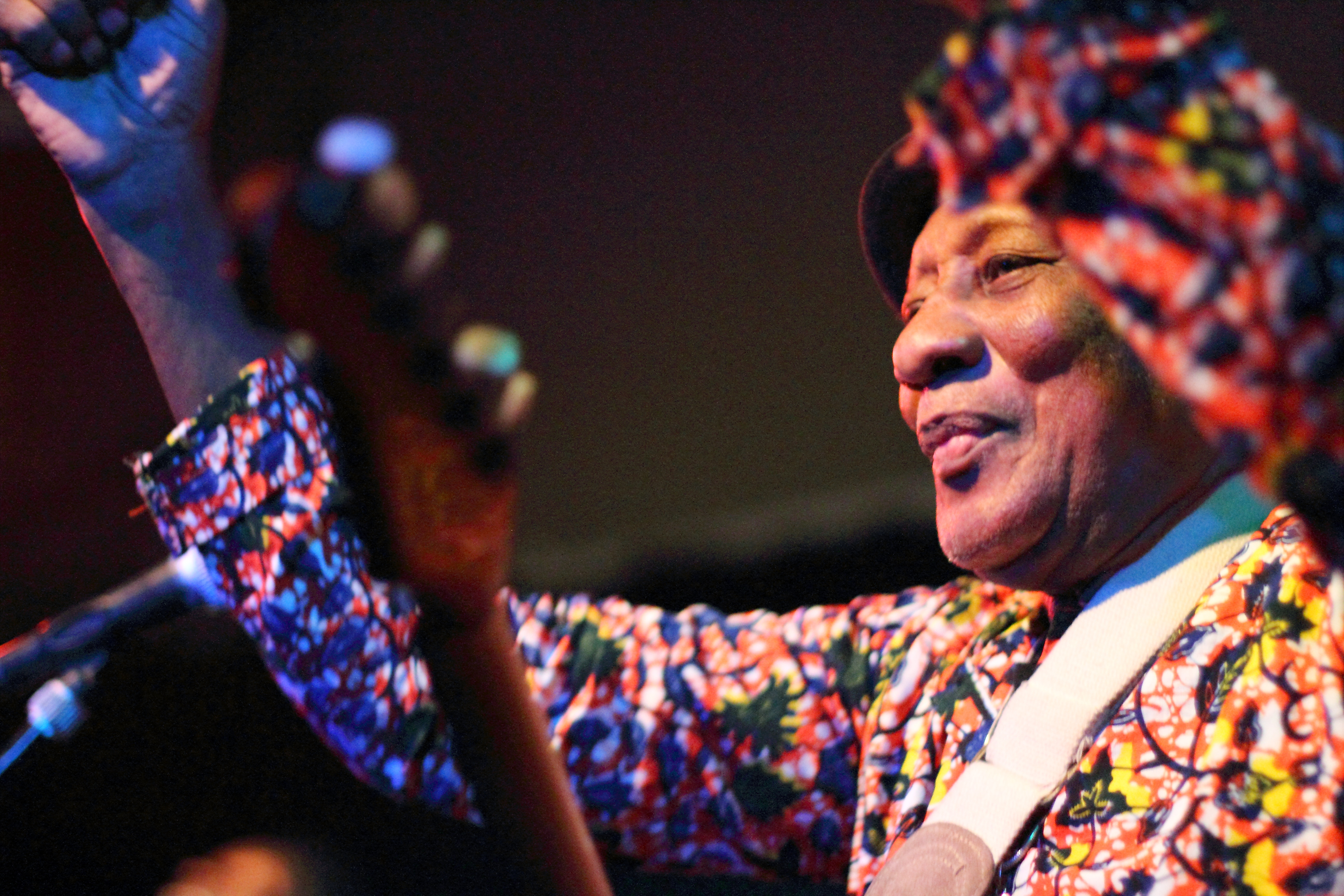
Ebo taylor, 2017

Cet album marque le début d'une renaissance populaire pour Taylor dans le monde entier. Les premiers singles et autres morceaux sont apparus sur plusieurs compilations au cours des prochaines années. En 2015, Ebo Taylor s’associe au comeback de Pat Thomas avec un nouvel album solo de trente minutes, toujours au son du Highlife qui lui est propre, en compagnie des rythmiques reggae et au swing de la soul, nommé My Love and Music, vendu à tout juste 500 copies pour sa version originelle, et s’échange maintenant à prix d’or entre fans spécialisés, la preuve exemplaire du succès prolongé d’Ebo Taylor.
Après un long éloignement de sa carrière musicale, Ebo Taylor revient sur le devant de la scène à l'âge de 75 ans et enregistre deux albums dans les années 2010, après avoir été échantillonné par des producteurs de hip hop et sa tardive découverte par le public occidental.

## Style Musical
Le style de highlife est présent comme une école de musique, mais également servi par le bouillonnement idéologique d’une élite intellectuelle dont la réflexion s’articule autour de quelques grands thèmes comme le nationalisme culturel, le respect de la personnalité africaine, la solidarité des peuples noirs et surtout le panafricanisme dont le plus ardent militant est Kwame Nkrumah, futur président de ce pays indépendant en 1957. Le highlife de Taylor ne se consacre pas sur le lyrique idéologie, au contraire, les sujets qui sont discutés dans ses albums concerne sur l'être humain et la vie quotidienne. Le highlife de Taylor concentre sur retrouver de  la tradition afro-musique. Focus fait commentaire pour ses albums : 
Life Stories : explore la fusion des sons ghanéens traditionnels, de l'afrobeat de Fela Kuti, du jazz, de la soul et du funk. Un grand chaudron qui groove, délie les jambes et déride les visages fermés d'occidentaux. C'est rempli de cuivres, plein de bonnes vibes... Impossible de résister aux 15 minutes Aba Yaa et à cette référence majeure, même si pas la plus célèbre, de l'histoire du beat afro…
Love and death :  histoire disait-il de promouvoir l'afrobeat et de perpétuer l'héritage de Fela. Accompagné par le collectif berlinois Afrobeat Academy, des membres de Poets of Rhythm, de Kabu Kabu et de Marijata, il jouissait enfin pour la première fois, après plus de 60 ans de carrière, d'une diffusion internationale de son travail.

## Éducation
Taylor a grandi au son des grands groupes de guerre. Son père l'a poussé dans la musique en encourageant son fils à apprendre à jouer de l'orgue familial. Il a attrapé le virus de la musique et a commencé à étudier la guitare à l'école, sous l'emprise du mouvement émergent highlife. Il allait bientôt diriger son premier groupe, un groupe de huit musiciens appelé The Stargazers. En 1962, il quitte son Ghana natal pour Londres et étudie à la London Eric Gilder School of Music. Il a exploré le jazz, le funk et la soul avec ses camarades Fela Kuti et les futurs membres du groupe Osibisa, Teddy Osei et Sol Amarfio. Ils se livraient à d'innombrables jam sessions dans des clubs de jazz d'Oxford Street, après quoi Fela rejoignait souvent Taylor dans son appartement de Willesden Junction. Ils écoutaient des disques de jazz pendant des heures, analysant la structure et les progressions d’accord de Miles Davis et Charlie Parker. Au cours de son séjour à l'étranger, Taylor a fondé le Black Star Highlife Band, qui présente l'une de ses plus grandes contributions au highlife: ses arrangements pour cor inspirés du jazz.
Des années plus récentes, dans une interview avec le magazine Vinyl Factory, Taylor a toujours mentionné l'impact de Fela sur lui au cours de sa période de collège :
“Fela venait souvent dans mon appartement à Willesden et nous passions des heures à analyser et analyser des disques de John Coltrane, Miles Davis et Charlie Parker. Le jazz a eu une grande influence sur moi, en particulier des guitaristes tels que Wes Montgomery, George Benson et Chuck Wayne - en fait, j'ai nommé l'un de mes fils en son honneur. Aussi Kenny Burrell, il a tellement d'âme. J'ai l'impression de jouer encore du jazz mais avec des rythmes ghanéens. Il y a des influences américaines dans ma musique mais il y a une culture africaine derrière. Avec le jazz, James Brown et le funk ont apporté des changements à ma musique. Fela a introduit la musique nigériane et j'ai fait la même chose au Ghana.”

## Inspirations
En 2012, un troisième album de Strut, le très personnel Appia Kwa Bridge, est apparu et montrait qu’à 76 ans, Taylor était toujours extrêmement créatif et énergique, mêlant chansons et chants traditionnels de Fante, comptines et sujets personnels dans sa propre vision acérée de highlife.
La chanson n'était donc pas introduite de façon distincte. En plus de l'école, Ebo Taylor, merveilleux guitariste autodidacte, continue ses propres "masterclass" à la maison : "J'ai été influencé par l'écoute de guitaristes de jazz blancs comme Jim Hall, Kenny Burrell, très bon pour le blues, Tal Farlow et Chuck Wayne, qui jouait pour le pianiste George Shearing. J'écoutais aussi Miles Davis, Harold Land, Archie Shepp, Clifford Brown, Jimmy Smith... Plus tard, j'ai découvert George Benson...".

## Anecdotes
En 2019, le label londonien Barely Breaking Even (BBE Music) s’étant associé à Tabansi Records pour exhumer les trésors de la maison de disque nigériane dans la collection Tabansi Gold Series, à faire ressurgir un album inédit d'Ebo Taylor, Palaver, dont les bandes ont été oubliées, pendant près de quarante ans dans une arrière-salle du QG de Tabansi à Onitsha. On y retrouve cinq titres originaux gravés en 1980 par Ebo Taylor lors de sa tournée au Nigéria avec les musiciens qui l’accompagnaient à l’époque tel que George Amissah (sax alto), Max Hammond (batterie), Arthur Kennedy (trompette) et George Abunuah (sax tenor). Taylor et le producteur Chief Tabansi avait signé un contrat pour cet album Palaver mais pour des raisons mystérieuses le disque n'avait jamais le jour.

## Postérité
Ebo Taylor prend un peu de temps à monter jusqu’aux oreilles françaises malgré son innovante recette afro-funk aux touches latines, fierté du Ghana, et il faudra attendre le travail des Crate Diggers, à commencer par Duncan Brooker, qui va sortir de l’oubli quelques perles pour Soundway puis Strut Records, ou Superfly Records, qui rééditera en 2012 le majuscule Twer Nyame, énorme millésime 1978 d’une discographie essentiellement autoproduite. Mais cette attente ne fut pas veine puisqu’il est désormais considéré comme une légende de la musique Ghanéene et du Highlife. Ebo Taylor est devenu l’une des icônes ultimes du revival qui agite l’afrobeat. On le vit incendier la piste de danse de la Bellevilloise, à l’été 2010, et depuis, alors qu’il est cité, samplé à tour de bras, il ne cesse de tourner et retourner les scènes du monde entier. Et dont des labels comme Strut ou Mr. Bongo ont réédité quelques pépites du maître ghanéen qui modernise le highlife depuis 60 ans.
Selon Taylor, une nouvelle génération de musiciens ghanéens est en train de redécouvrir la musique traditionnelle africaine. « C’est toujours une minorité de personnes intéressées par la musique traditionnelle », dit-il. « La plupart des jeunes musiciens ghanéens tirent leurs idées de l’étranger et se mêlent peut-être à du highlife ou à l’Afrobeat. Mais certaines personnes reviennent dans les formes de musique les plus anciennes. Il existe une nouvelle vague liée à la grande vie des années 40 et 50. Tous les styles plus anciens ont été oubliés ou ignorés pendant la période coloniale, en particulier dans les grandes villes comme Accra, où l’on trouve principalement de la musique britannique dans les clubs. »
« Cette attitude a continué même après l'indépendance. Mais à Saltpond City, et tout au long de la côte du Cap, ils n’ont jamais oublié la musique traditionnelle. Vous pouvez toujours entendre les pêcheurs chanter des chansons pendant qu'ils réparent leurs filets sur la plage. Je pense qu'il est important que la musique progresse, sinon cela deviendra simplement quelque chose pour les musées, mais vous devez connaître votre culture traditionnelle avant de commencer à y ajouter des éléments. »

## Discographie (non exhaustive)
- 1976 : Ebo Taylor & The Pelikans
- 1976 : My Love and Music (Gapophone records)[9]
- 1977 : Twer Nyame (Philips-West African-Records)[9]
- 1977 : Ebo Taylor (Essiebons)
- 1979 : Me Kra Tsie, avec Saltpond Barkers Choir (Essiebons)
- 1980 : Conflict Nkru!, avec Uhuru Yenzu (Essiebons)
- 1982 : Hitsville Re-Visited, avec Pat Thomas & Uhuru Yenzu (Essiebons)
- 2009 : Abenkwan Puchaa (Essiebons)
- 2010 : Love and Death (Strut Records)
- 2012 : Appia Kwa Bridge (Strut Records)
- 2018 : Yen Ara (Mr Bongo)
- 2019 : Palaver (BBE Africa)

### Compilations
- 2011 : Life Stories: Highlife and Afrobeat Classics 1973-1980 (Strut Records)
- 2013 : The Best of Ebo Taylor (Essiebons)